# 華明駅 (韓国鉄道公社)
華明駅（ファミョンえき）は、大韓民国釜山広域市北区にある、韓国鉄道公社（KORAIL）京釜線の駅。

## 歴史
華明洞の新都市開発で1997年に建設され、亀浦駅の機能を移転しようとしたが、周辺の商人の反対と連携交通の不備で失敗した。
- 1999年3月10日 - 信号場として開業。
- 2003年7月10日 - 旅客取り扱い開始。
- 2004年
  - 4月1日 - 普通駅に格上げ。
  - 12月15日 - セマウル号の停車駅となる。
- 2010年11月1日 - セマウル号の通過駅となる。

## 駅構造
島式ホーム1面2線と単式ホーム1面1線の他に通過線を2線有する地上駅で、橋上駅舎を有する。
改札口は1ヵ所、出入口は1ヵ所ある。

### のりば
| 1 | 京釜線（下り） | 亀浦・沙上・釜田・釜山方面   |
| 2 | 京釜線（上り） | 大邱・ソウル・馬山・晋州方面 |
| - | 未使用         | 未使用                       |

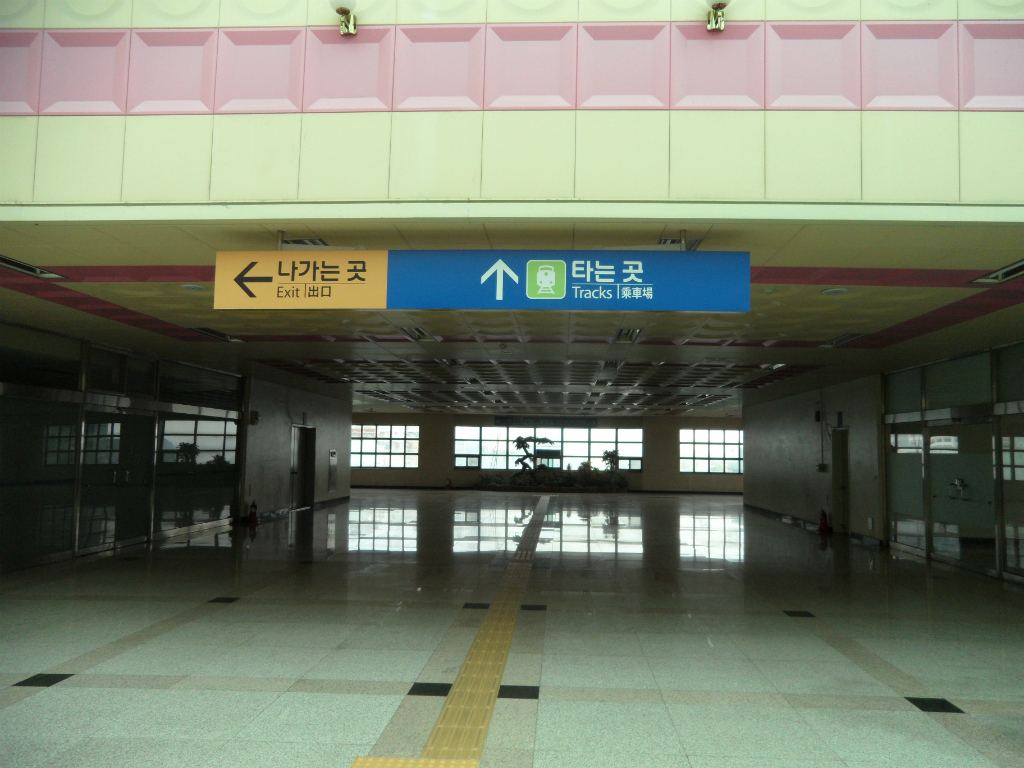
駅構内
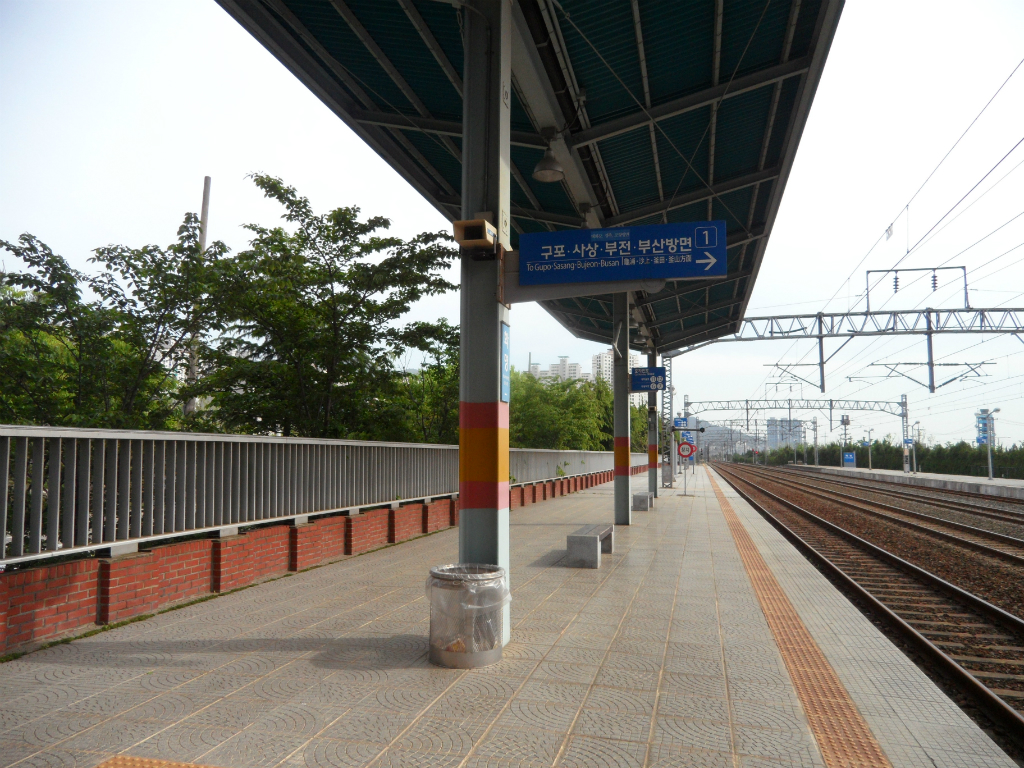
1番線ホーム
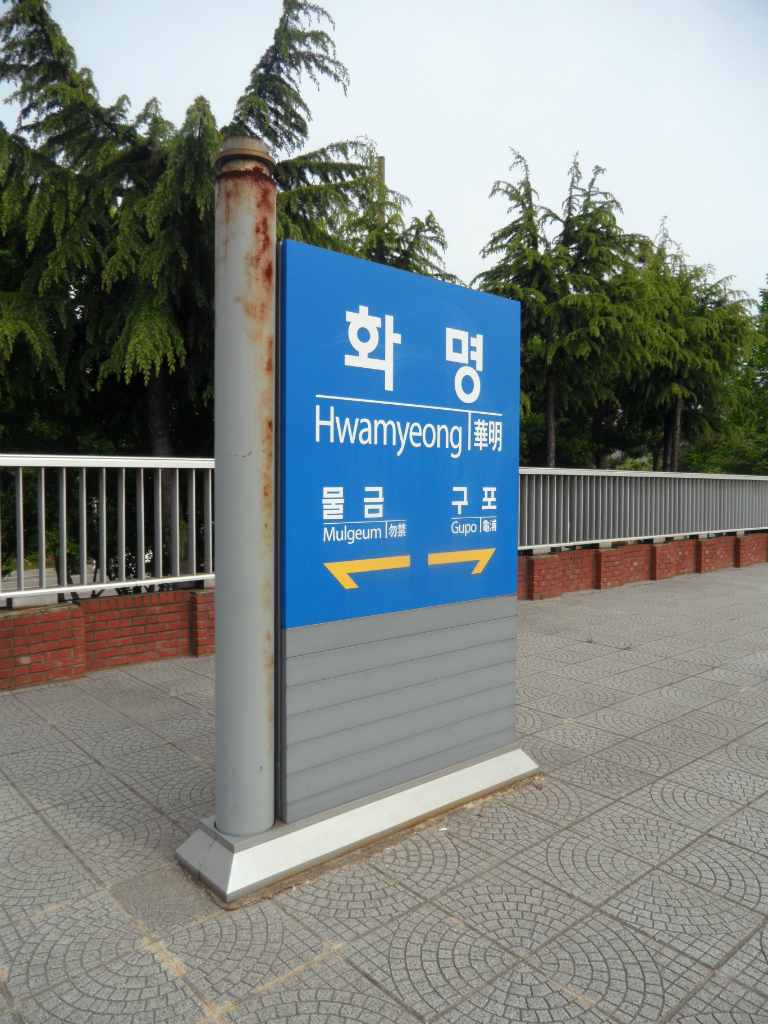
駅名標

## 駅周辺
- 洛東江
- 釜山北部警察署華明地区隊
- 北釜山郵便局
- 華明3洞行政福祉センター
- 鶴士初等学校
- 龍水初等学校
- 明進初等学校
- 龍水中学校
- 華明高等学校
- 華明図書館
- ハナ銀行華明洞支店
- 釜山交通公社2号線華明駅 - 約500m離れており、乗換業務は行っていない。
- ロッテマート華明店
- プリムス華明

## 隣の駅
韓国鉄道公社
京釜線
ITX-セマウル
通過
ムグンファ号
勿禁駅 - 華明駅 - 亀浦駅